# Кјаравале (Ређо ди Калабрија)
Кјаравале је насеље у Италији у округу Ређо ди Калабрија, региону Калабрија.
Према процени из 2011. у насељу је живело 9 становника. Насеље се налази на надморској висини од 376 м.